# 16 (album)
Pour les articles homonymes, voir 16 (homonymie).
Albums de Wejdene
Glow Up
(2022)
Singles
1. Anissa
Sortie : 17 avril 2020
2. Coco
Sortie : 21 août 2020
3. 16
Sortie : 6 novembre 2020
4. Réfléchir
Sortie : 19 février 2021
5. Je t'aime de ouf
Sortie : 9 avril 2021

16 est le premier album studio de la chanteuse Wejdene sorti le 25 septembre 2020.
Une réédition de l'album nommé 16 ou pas sort le 2 avril 2021.

## Liste des pistes
Toutes les chansons de l'album, ont été écrites par Wejdene et Feuneu. De plus, pour les titres Single d'or (avec Jul) et Dans ma bulle (avec Hatik), les artistes invités s'ajoutent respectivement parmi les auteurs de la chanson.
| 16    | 16           | 16                         | 16    | 16 | 16 | 16 | 16 | 16 | 16 |
| No    | Titre        | Producteur(s)              | Durée |    |    |    |    |    |    |
| ----- | ------------ | -------------------------- | ----- | -- | -- | -- | -- | -- | -- |
| 1.    | 16           | Berry Prod, AKS Prods      | 2:58  |    |    |    |    |    |    |
| 2.    | Anissa       | Mehdi Nine                 | 2:55  |    |    |    |    |    |    |
| 3.    | Coco         | Mehdi Nine, MOC            | 2:47  |    |    |    |    |    |    |
| 4.    | Nananeh      | MOC, Sany San Beats        | 2:01  |    |    |    |    |    |    |
| 5.    | Allô         | Théo Morti, Sany San Beats | 3:20  |    |    |    |    |    |    |
| 6.    | +33          | MOC                        | 2:27  |    |    |    |    |    |    |
| 7.    | Arrogante    | HoloMobb, Boumidjal        | 2:44  |    |    |    |    |    |    |
| 8.    | Ciao         | Unfazzed, Sany San Beats   | 2:34  |    |    |    |    |    |    |
| 9.    | Miel         | DMS, Jemi Black, D1gri     | 3:08  |    |    |    |    |    |    |
| 10.   | Souvenir     | DMS, HoloMobb, Boumidjal   | 2:43  |    |    |    |    |    |    |
| 11.   | Vie d'a      | MOC                        | 2:35  |    |    |    |    |    |    |
| 12.   | Indifférent* | Bersa                      | 2:24  |    |    |    |    |    |    |
| 32:36 |              |                            |       |    |    |    |    |    |    |

- Le titre Indifférent a été supprimé des plateformes de streaming suite à une polémique autour de Feneu qui a insulté des communautés arabes via des tweets. Ce qui n'a donc pas plu à Maes, étant marocain[2].

| 16 ou pas | 16 ou pas                   | 16 ou pas                | 16 ou pas | 16 ou pas | 16 ou pas | 16 ou pas | 16 ou pas | 16 ou pas | 16 ou pas |
| No        | Titre                       | Producteur(s)            | Durée     |           |           |           |           |           |           |
| --------- | --------------------------- | ------------------------ | --------- | --------- | --------- | --------- | --------- | --------- | --------- |
| 13.       | Réfléchir                   | Mehdi Nine               | 3:01      |           |           |           |           |           |           |
| 14.       | Single d'or (feat. Jul)     | Sany San Beats           | 2:52      |           |           |           |           |           |           |
| 15.       | Je t'aime de ouf            | Boumidjal, HoloMobb      | 2:49      |           |           |           |           |           |           |
| 16.       | 1, 2, 3                     | MOC                      | 2:40      |           |           |           |           |           |           |
| 17.       | La même                     | Geo On The Track, Saydiq | 2:46      |           |           |           |           |           |           |
| 18.       | Dans ma bulle (feat. Hatik) | Medeline                 | 2:56      |           |           |           |           |           |           |
| 19.       | Je pleure de ouf            | Loïc Sainte-Rose         | 3:02      |           |           |           |           |           |           |
| 20.       | Merci                       | HoloMobb, Boumidjal      | 2:42      |           |           |           |           |           |           |
| 21.       | Ta gow                      | GRAUX, Mehdi Nine        | 2:49      |           |           |           |           |           |           |
| 25:37     |                             |                          |           |           |           |           |           |           |           |

## Clips vidéo
- Anissa : 27 mai 2020
- Coco : 19 août 2020
- 16 : 8 novembre 2020
- Réfléchir : 19 février 2021
- Je t'aime de ouf : 7 avril 2021
- Ta gow : 20 août 2021

## Titres certifiés en France
- Anissa  Diamant[3]
- Coco  Diamant[4]
- 16  Or[5]
- Réfléchir  Or[6]
- Je t'aime de ouf  Platine[7]

## Accueil commercial
L'album s'écoule en première semaine à 17 097 exemplaires. 
Il est ensuite certifié disque d'or en novembre 2020,, puis platine en avril 2021.

## Classements et certifications
| Classements (2020)           | Meilleure position |
| ---------------------------- | ------------------ |
| Belgique (Wallonie Ultratop) | 7                  |
| Belgique (Flandre Ultratop)  | 68                 |
| France (SNEP)                | 3                  |
| Suisse (Schweizer Hitparade) | 34                 |

| Classement (2020)            | Meilleure position |
| ---------------------------- | ------------------ |
| France (SNEP)                | 55                 |
| Belgique (Wallonie Ultratop) | 108                |

### Certification
| Région        | Certification | Ventes/Streams |
| ------------- | ------------- | -------------- |
| France (SNEP) | Platine       | 100 000        |